# Journal of Cataract and Refractive Surgery
Journal of Cataract and Refractive Surgery (skrót: JCRS, J Cataract Refract Surg) – naukowe czasopismo okulistyczne o zasięgu międzynarodowym; wydawane w Stanach Zjednoczonych od 1975; miesięcznik specjalizuje się w chirurgii przedniego odcinka oka, tzn. w chirurgii zaćmy oraz chirurgii refrakcyjnej (procedurach medycznych modyfikujących stan refrakcji oka). Oficjalny organ American Society of Cataract and Refractive Surgery (ASCRS) oraz European Society of Cataract and Refractive Surgeons (ESCRS).
Wydawcą jest holenderski koncern wydawniczy Elsevier. Czasopismo jest recenzowane i publikuje co miesiąc wysoko specjalistyczne prace oryginalne, konsultacje i opisy istotnych przypadków, praktyczne opisy technik operacyjnych oraz przeglądy dotyczące procedur mikrochirurgii przedniego odcinka oka (zaćmy i refrakcyjnej). Periodyk jest kontynuatorem ukazujących się w przeszłości tytułów: „American Intra-Ocular Implant Society Journal", „American Intra-Ocular Implant Society Newsletter" oraz „European Journal of Implant and Refractive Surgery".
Redaktorami „Journal of Cataract and Refractive Surgery" są Thomas Kohnen – profesor i szef Katedry Okulistyki Uniwersytetu Johanna Wolfganga Goethego we Frankfurcie nad Menem oraz N. Mamalis – profesor okulistyki z John A. Moran Eye Center na University of Utah w Salt Lake City. W skład rady redakcyjnej (ang. editorial board) czasopisma wchodzą zarówno profesorowie okulistyki z różnych ośrodków akademickich w USA jak również z Europy, Azji i Australii.
Pismo ma współczynnik wpływu impact factor (IF) wynoszący 2,687 (2016) oraz wskaźnik Hirscha równy 121 (2017). W międzynarodowym rankingu SCImago Journal Rank (SJR) mierzącym wpływ, znaczenie i prestiż poszczególnych czasopism naukowych „Journal of Cataract and Refractive Surgery" zostało sklasyfikowane na 10. miejscu wśród czasopism okulistycznych (na podstawie średniej liczby ważonych cytowań w latach 2013–2015). W polskich wykazach czasopism punktowanych przez Ministerstwo Nauki i Szkolnictwa Wyższego czasopismo otrzymało kolejno: 35 pkt (2013-2016) oraz 140 pkt (2019).
Czasopismo jest indeksowane w Current Contents, EMBase, PubMed oraz w Scopusie.